# Jawbreaker (videogioco 1982)
Jawbreaker, edito anche come Jawbreaker II o, in alcune schermate dei titoli, Jaw Breaker, è un videogioco simile a Pac-Man, pubblicato nel 1982-1983 per i computer Apple II, Atari 8-bit, Commodore 64, Commodore VIC-20 e TI-99/4A dalla Sierra On-Line e per Atari 2600 dalla Tigervision (sussidiaria di Tiger Electronics).
Era annunciata anche una versione per PC IBM, ma non se ne ha conferma. Una conversione indipendente per MSX uscì nel 2014 per il retrogaming.
Un primo Jawbreaker venne pubblicato nel 1981 per Apple II e Atari 8-bit dalla On-Line Systems, precedente denominazione della Sierra, e si trattava di un clone di Pac-Man, praticamente uguale all'originale come sistema di gioco, che ebbe comunque un buon successo.
L'eccessiva somiglianza dei giochi causò però delle controversie legali con l'Atari, editrice di Pac-Man, che spinsero la Sierra a ridisegnare una nuova versione, sostanzialmente diversa e più originale della precedente, che a seconda della piattaforma e delle edizioni uscì come Jawbreaker o Jawbreaker II.

## Modalità di gioco
Il giocatore controlla una bocca dentata semovente con l'obiettivo di mangiare tutti i croccanti disseminati sullo schermo (Jawbreaker, traducibile "spaccamascella", è il nome inglese di un tipo di caramella dura). L'area di gioco è formata da cinque corridoi orizzontali, inizialmente riempiti da una fila di croccanti da raccogliere passandoci sopra.
I corridoi sono separati da pareti orizzontali, ciascuna con una sola apertura di passaggio, che scorrono in continuazione facendo spostare l'apertura a destra e sinistra. La bocca può soltanto muoversi in orizzontale lungo i corridoi e cambiare corridoio in presenza di un'apertura.
I nemici sono quattro faccine sorridenti che attraversano i corridoi, a velocità differenti secondo il livello di difficoltà selezionato, e se toccano la bocca le fanno cadere i denti e perdere una vita. I nemici non fanno uso delle aperture, ma quando arrivano all'estremità di un corridoio possono scomparire per ricomparire in un altro.
Ai quattro angoli dell'area sono presenti croccanti speciali che danno la temporanea invulnerabilità e la capacità di eliminare i nemici toccandoli. Dopo la fine dell'effetto i nemici eliminati rientrano in gioco dai lati dello schermo.
Per completare un livello bisogna raccogliere tutti i croccanti, e dopo un'animazione in cui uno spazzolino lava i denti alla bocca, si passa a un nuovo livello strutturalmente uguale al precedente, ma più veloce.
La versione per Atari 2600 si differenzia maggiormente dalle altre, svolgendosi su 9 corridoi, collegati da passaggi fissi lungo i lati destro e sinistro dello schermo, oltre che dai consueti passaggi mobili. Inoltre, invece di esserci quattro croccanti bonus fissi agli angoli, ne compare periodicamente uno al centro dell'area.